# Bombus asiaticus
Bombus asiaticus (saknar svenskt namn) är en insekt i överfamiljen bin (Apoidea) och släktet humlor (Bombus) som lever i Centralasien.

## Beskrivning
Bombus asiaticus honor (drottning och arbetare) har svart huvud medan mellankroppen och de två första bakkroppssegmenten är brungula. Det tredje bakkroppssegmentet är svart, och de följande (segment 4-6) tegelröda. Hanen har huvud och mellankropp färgad som honan, medan bakkroppen är svart utom de fyra sista bakkroppssegmenten (4-7) som är tegelröda. Färgteckningen är variabel; det förekommer att mellankroppen har ett svart band mellan vingfästena, och att de två främsta bakkroppssegmenten hos hanen är svarta i stället för gula.

## Ekologi
Arten samlar nektar och pollen från ett flertal växtfamiljer, som balsaminväxter (jättebalsamin), ärtväxter (vitklöver), korgblommiga växter (tistlar), flenörtsväxter (Grekisk fingerborgsblomma, Digitalis lanata), kransblommiga växter (gråmynta) samt potatisväxter (bolmört). I Himalaya kan den gå upp till åtminstone 4 800 m.

## Utbredning
Bombus asiaticus finns i Centralasien från Indien över Afghanistan, Pakistan, Kazakstan, Kirgizistan, Tadzjikistan, Nepal, Mongoliet och västra till sydvästra Kina.